# Pont de Vallfogona
El Pont de Vallfogona és una obra del municipi de Vallfogona de Ripollès (Ripollès) inclosa en l'Inventari del Patrimoni Arquitectònic de Catalunya. Es tracta d'un pont d'una arcada, d'esquena d'ase, tot de pedra amb baranes. Sobre la riera de Vallfogona, afluent del Ter.

## Història
Sembla que va ser construït al segle xiv pels senyors de Milany, que precisament en l'època de l'edificació del pont van traslladar la seva residència del castell de Milany al de Vallfogona. La seva funció era per travessar la riera de Vallfogona, el camí que unia el poble amb el castell de Milany i Vidrà.